# مسجد النعيم
مسجد النعيم هو مسجد يقع عند تقاطع شارع هوقانج الثالث وطريق تامبينيس في هوقانج في سنغافورة، بني المسجد في إطار صندوق بناء المساجد .

## البناء
بني مسجد النعيم في المرحلة الثانية من صندوق بناء المساجد في عام 1983، المسجد يقع عند تقاطع شارع تامبينيس وهوقانج افي الثالث، لمسجد هيكل يشبه شكل المربع، ويحتوي على مئذنة عالية التي تبرز بشكل واضح للقادم إلى الشقق السكنية الشاهقة، لأن المسجد يخدم الاحتياجات الدينية فقد بني في المناطق المحيطة بمنطقة هوقانج، وكان المسجد قد خضع لتطوير كبير في عام 2006 مما أدى إلى زيادة قدرته الاستيعابية إلى 2،500 مصلي، ويحوي المسجد على رياض أطفال ومدرسة دينية تقدم الدروس اليومية، ويمكن المسجد المسلمين الاستفادة من دروس الحاسب الآلي لديه والتي تنظم بالاشتراك مع مجموعات المساعدة الذاتية .

## الخدمات
التعليم الإسلامي :
- مركز المفكرين الإسلاميين .
- مركز التربية الإسلامية .
- مركز التقوى الإسلامي .
- مركز تعليم القرآن .

التنمية الاجتماعية :
- التواصل مع المجتمع .
- الاستشارة العائلية .
- التحضير للزواج والاستشارة .
- التطوع .
- مركز الشباب .

خدمات أخرى :
- مركز الزكاة .
- مركز قربان .
- مكان لاحتفالية الزواج .

## وصلات خارجية
- موقع مسجد النعيم الرسمي
- التجوال الافتراضي في مسجد النعيم